# 热尼雪
热尼雪（法語：Génissieux，法語發音：[ʒenisjø]）是法国德龙省的一个市镇，属于瓦朗斯区。

## 地理
热尼雪（45°5'1"N, 5°5'5"E）面积8.93 平方千米，位于法国奥弗涅-罗讷-阿尔卑斯大区德龙省，该省份为法国东南部内陆省份，北起顺时针与伊泽尔省、上阿尔卑斯省、上普罗旺斯阿尔卑斯省、沃克吕兹省和阿尔代什省接壤。
与热尼雪接壤的市镇（或旧市镇、城区）包括：热桑、沙蒂永圣让、穆尔圣厄塞布、佩兰、伊泽尔河畔罗芒、圣保罗莱罗芒、特里奥尔。

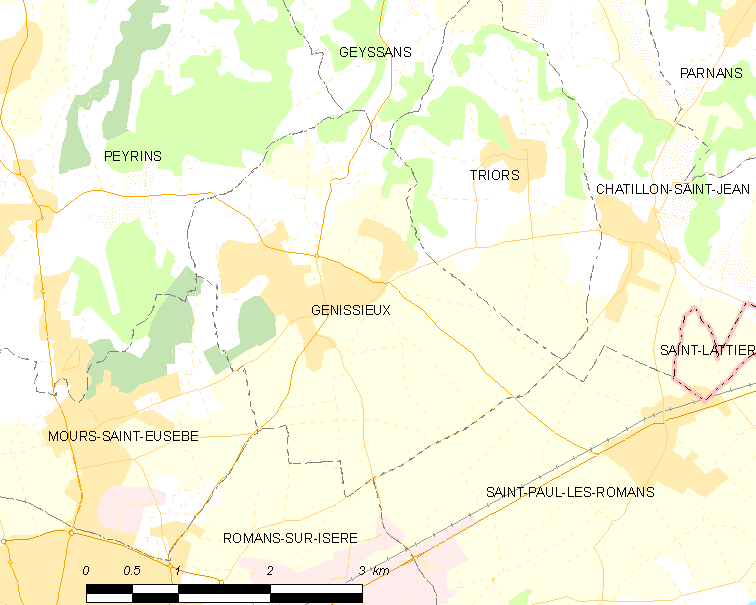
热尼雪的OSM定位图

热尼雪的时区为UTC+01:00、UTC+02:00（夏令时）。

## 行政
热尼雪的邮政编码为26750，INSEE市镇编码为26139。

## 政治
热尼雪所属的省级选区为伊泽尔河畔罗芒县。

## 人口

1962-2008年间热尼雪人口变化图示

热尼雪于2022年1月1日时的人口数量为2422人。